# Baron Olivier
Baron Olivier war ein britischer Adelstitel in der Peerage of the United Kingdom. Er wurde einmal als erblicher Titel (Hereditary Peerage) und einmal auf Lebenszeit (Life Peerage) verliehen.

## Verleihungen
Am 9. Februar 1924 durch Letters Patent der erbliche Titel Baron Olivier, of Ramsden in the County of Oxford für den Ministerialbeamten und Politiker Sydney Haldane Olivier verliehen. Da er bei seinem Tod vier Töchter aber keine männlichen Nachkommen hinterließ, erlosch der Titel bei seinem Tod 1943.
Am 5. März 1971 wurde dem Schauspieler und Regisseur Sir Laurence Olivier auf Lebenszeit der Titel Baron Olivier, of Brighton in the County of Sussex, verliehen. Er war der Sohn eines Bruders des Barons erster Verleihung. Der Titel erlosch naturgemäß bei seinem Tod 1989.

## Liste der Barone Olivier

### Baron Olivier (1924)
- Sydney Olivier, 1. Baron Olivier (1859–1943)

### Baron Olivier (Life Peerage, 1971)
- Laurence Olivier, Baron Olivier (1907–1989)